# Облога Грунло (1595)
Облога Грунло — облога голландськими військами під командуванням Моріца Оранського міста Грунло в ході Вісімдесятирічної війни. З прибуттям іспанської армії Крістобаля Мондрагона Моріц був змушений зняти облогу. Два роки по тому, в 1597 році, Моріц повернувся до Грунло і взяв його після 17-денної облоги.

## Передумови
Укріплене місто Грунло був невеликим, але відносно важливим містом на сході республіки, зокрема, з огляду на його розташування на кордоні з німецькими територіями. Місто займало стратегічне положення на торговому шляху між Німеччиною і голландськими Ганзейськими містами, такими як Девентер і Зютфен. Розташоване в важкодоступній області місто протягом століть зміцнювалося фортецею з ровом, а також валами й гарматами. Грунло поряд з Антверпеном і Утрехтом було одним з небагатьох міст в Нідерландах з сучасними оборонними спорудами. З 1580 року Грунло незмінно перебував під владою іспанців. З 1590 року штатгальтер Голландії, Зеландії й Утрехта Моріц Оранський почав наступ проти іспанських військ Алессандро Фарнезе, герцога Парми. До 1594 році в голландських руках знаходилися Бреда, Девентер і Зютфен. Щоб почати наступ на Енсхеде, Олдензал і Лінген, Морицу потрібно встановити контроль над Грунло. Через наявність сильних укріплень Моріц відмовився від штурму міста і відправився на Лінген. Однак як тільки він зміцнив армію він, нарешті, почав свою кампанію проти Грунло.

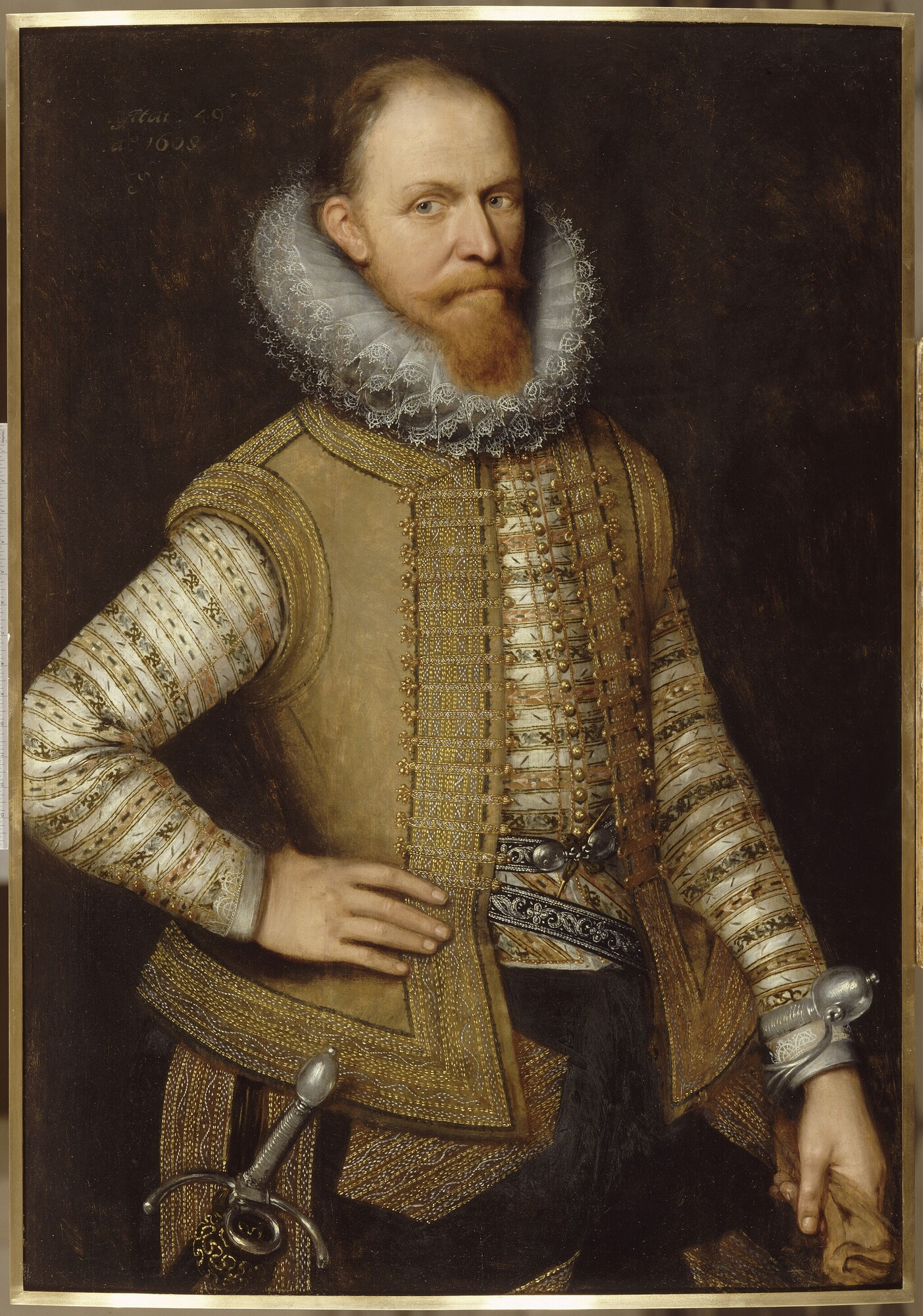
Моріц Оранський

## Хід битви
14 липня 1595 року Моріц Оранський підійшов до Грунло з 6000 піхотинців і кавалеристів і 16 знаряддями. В дорозі сталася затримка через те, що одна гармата потонула біля Врагендера. Губернатор Грунло Ян ван Стірум з військом в цей час знаходився в ГООР. Він поспішав в Грунло, але потрапив по шляху в засідку голландців і втратив понад сорок осіб. 15 липня Моріц розташував свій табір на заході від фортеці, а його двоюрідний брат Вільгельм Людвіг Нассау-Ділленбургскій — на схід від міста. Облога почалася з риття траншей в напрямку міста. Після тижня підготовки Моріц подав звичайний для нього знак — триразовий залп з гармати — і послав в місто вимогу про капітуляцію. Ян ван Стірум заявив, що буде чинити опір до останньої краплі крові. Моріц почав облогу і велів бомбардувати зміцнення. Тим часом допомога місту була вже в дорозі.

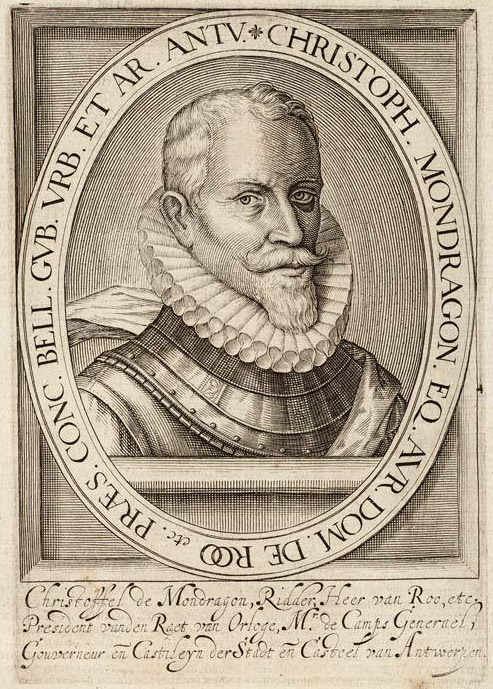
Крістобаль Мондрагон

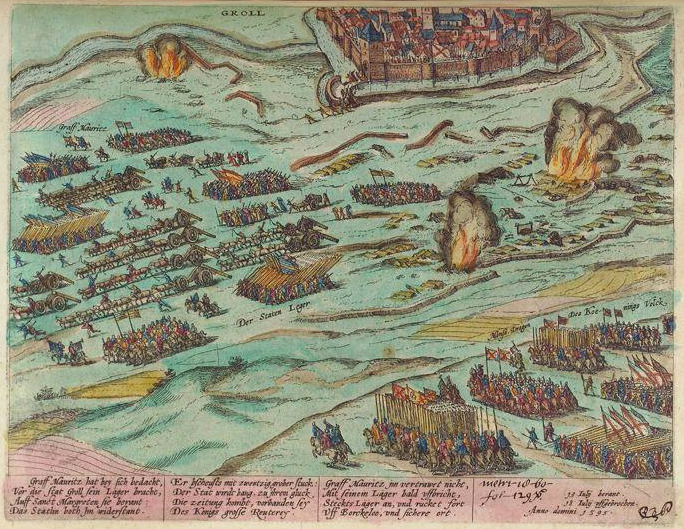
Облога Грунло

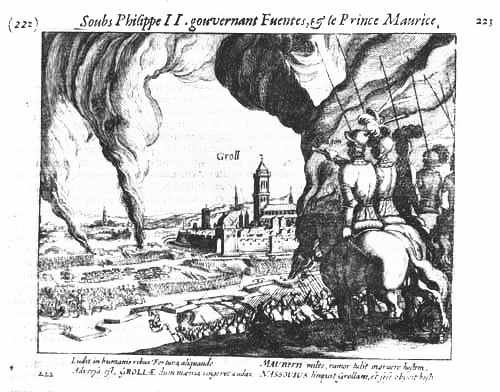
Безуспішна спроба Моріца Оранського взяти Грунло

92-річний генерал Крістобаль Мондрагон (як його називали, «старий добрий Мондрагон» — був губернатором Антверпена, коли Моріц Оранський ще не народився) командував іспанською армією, відправився на допомогу Грунло. Моріц знаходився в зеніті військової кар'єри, і Мондрагон чекав можливості зустрітися з ним на полі бою. Як тільки він дізнався про плани Моріца захопити Грунло, він швидко зібрав армію і відправився в дорогу. Його армія складалася з двох іспанських полків, двох тисяч швейцарців, валлонських загонів і ірландського полку — в цілому понад 7000 піхотинців і 1300 кавалеристів. Мондрагон розраховував переправитися через Рейн і вийти до табору Моріца, щоб він не мав можливості уникнути бою. Офіцери нарікали, проте в підсумку прийняли план Мондрагона. 21 липня Моріц дізнався про прибуття військ Мондрагона і посилив обстріл міста, розраховуючи взяти Грунло до зіткнення з іспанцями. 24 липня був відправлений ще один посланник з вимогою капітуляції, але вона була відхилена. 25 липня після консультацій з Вільгельмом Людвігом і офіцерами Моріц вирішив зняти облогу: армія іспанців була більш численною, а подальша облога здавалася марною. Через брак обозів він наказав спалити все, що залишилося в таборі, і повів свою армію через Боркуло на Зелем, а артилерію відправив в Дуйсбург. При цьому армія Мондрагона на той момент була ще за сорок кілометрів від Грунло.